# 諸葛樞
諸葛樞（？—17世紀），又名葛樞，字居所，號明初，鎮江府丹陽縣人，明朝、南明政治人物。

## 生平
諸葛樞在崇禎三年（1630年）考中舉人，次年（1631年）聯捷進士，都察院观政，五年授職行人，十年考选，陞任戶科給事中，十二年升刑科右。他上言請求朝熟二審中罪不至死者一定要逐一判決，不能拖延，得崇禎帝接納；不久在崇禎十二年（1639年）因星象異常上書，內容針對首輔薛國觀，結果被貶謫歸鄉。明史則記載其疏救刑部尚書劉之鳳，被降職调外任。
弘光年間他和莊應會、胡爾慥、黃申授同時起用，擔任上林右監，後事不詳。

## 引用
1. ↑  《崇祯四年辛未科三百五十名进士履历》：葛枢，號明初，易五房，乙巳十一月十四日生。丹阳人，庚午八十六，會一百三十，三甲十一名。都察院政，壬申授行人，丁丑考选户科给事中，己卯升刑科右，调用，庚辰補按察司知事。曾祖望。祖懷愛。父元翊，俱廪生。
2. 1 2  錢海岳《南明史·卷三十二·列傳第八》：同（弘光）時莊應會、胡爾慥、黃申授添注光祿卿……（諸）葛樞授上林右監……樞，字居所，丹陽人。崇禎四年進士。歷行人、戶科給事中。十二年【星】變，上言忤時相歸。
3. ↑  《明史·劉之鳳傳》：会尚书范景文劾南京给事中荆可栋贪墨，下部讯，之凤予轻比。帝疑其受贿，下之吏，法司希旨坐绞。给事中李清言于律未合，同官葛枢复论救。帝怒，镌枢级，调外。
4. ↑  光緒《重修丹陽縣志·卷十八·仕進》：諸葛樞字居所。崇禎庚午舉人，辛未進士。授行人，擢戶科給事中。疏言：「朝熟二審，非止覆奏其冤，正欲婉求其生。請自今以後，每遇朝審、熟審，則從前月奏、季奏不至死者，務期逐一讞決，有淹滯者，法無赦。」上是之，著為令。樞偉貌敢言，己卯因星變上書，語侵執政，貶謫以卒。